# Mick Woodmansey
Mick ’Woody’ Woodmansey (* 4. Februar 1951 in Driffield, East Yorkshire) ist ein britischer Schlagzeuger.
Woodmansey war Mitglied von The Hype, der Begleitband David Bowies, aus der später The Spiders from Mars hervorgingen. Er spielte auf Bowies Alben The Man Who Sold the World (1970), Hunky Dory (1971), The Rise and Fall of Ziggy Stardust and the Spiders from Mars (1972) und Aladdin Sane (1973).
Dann wurde Woodmansey durch Aynsley Dunbar ersetzt. Zusammen mit Trevor Bolder formierte Woodmansey The Spiders from Mars für ein Album neu.
Nach der endgültigen Auflösung der Spiders from Mars, gründete Woodmansey seine eigene Band: Woody Woodmansey's U-Boat, mit Phil Murray, Frankie Marshall, Phil Plant und Martin Smith. Das Debütalbum der Band erschien 1977.
Woodmansey spielte auch mit Art Garfunkel, Dana Gillespie, in der Band Cybernauts und ist aktuell Schlagzeuger der Band 3-D.

## Diskografie

### Mit David Bowie
- The Man Who Sold the World (1970)
- Hunky Dory (1971)
- The Rise and Fall of Ziggy Stardust and the Spiders from Mars (1972)
- Aladdin Sane (1973)
- Ziggy Stardust – The Motion Picture (recorded live 1973, officially released 1983)
- Santa Monica '72 (recorded live 1972, officially released 1994)

### Mit Dana Gillespie
- Weren't Born a Man (1974)

### Mit The Spiders From Mars
- Spiders from Mars (1976)

### Mit Woody Woodmansey's U-Boat
- Woody Woodmansey's U-Boat (1977)

### Mit Screen Idols
- Premiere (1979)

### Mit Cybernauts
- Cybernauts Live (2001)

### Mit 3-D
- Future Primitive (2008)